# Катастрофа DC-9 в Денвере
Катастрофа DC-9 в Денвере — авиационная катастрофа, произошедшая в воскресенье 15 ноября 1987 года. Авиалайнер McDonnell Douglas DC-9-14 авиакомпании Continental Airlines выполнял плановый внутренний рейс CO-1713 по маршруту Денвер—Бойсе, но во время взлёта потерял управление и рухнул на взлётную полосу аэропорта Денвера. Из находившихся на его борту 82 человек (77 пассажиров и 5 членов экипажа) погибли 28.

## Самолёт

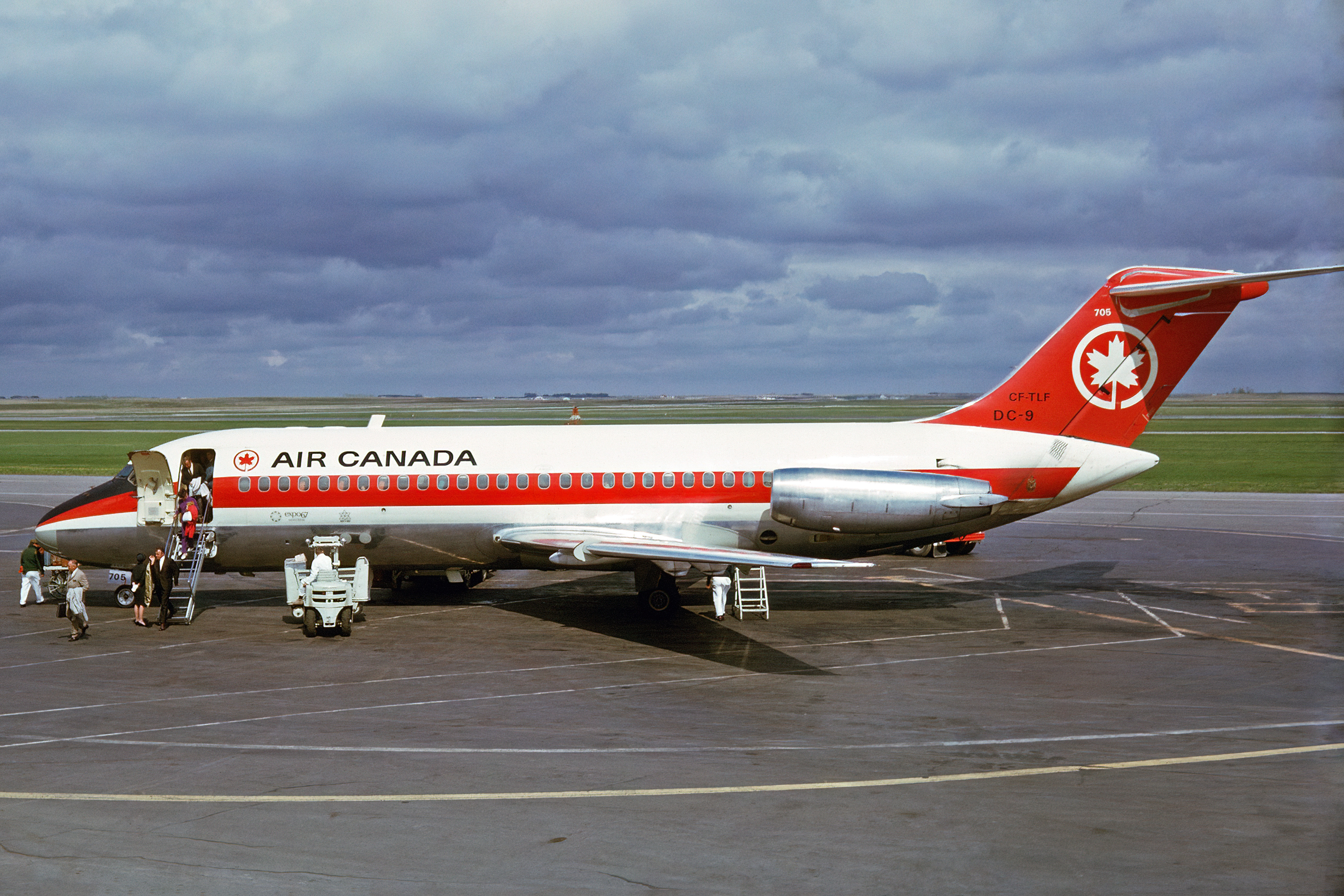
Разбившийся самолёт в 1967 году (в период эксплуатации в Air Canada)

McDonnell Douglas DC-9-14 (регистрационный номер N626TX, заводской 45726, серийный 36) был выпущен в 1966 году (первый полёт совершил 20 мая). Оснащён двумя турбореактивными двигателями Pratt & Whitney JT8D-7B. Эксплуатировался авиакомпаниями:
- Air Canada (с 24 июня 1966 года по 23 ноября 1968 года, борт CF-TLF),
- Texas International Airlines (с 23 ноября 1968 года по 31 октября 1982 года, борт N5726, имя City of Dallas/Fort Worth Metroplex).

31 октября 1982 года был взят в лизинг авиакомпанией Continental Airlines, в декабре того же года был полностью выкуплен и получил б/н N626TX и имя City of Brownsville. На день катастрофы 21-летний авиалайнер совершил 54 759 циклов «взлёт-посадка» и налетал 52 424 часа.

## Экипаж
Самолётом управлял опытный экипаж, его состав был таким:
- Командир воздушного судна (КВС) — 43-летний Фрэнк Б. Звонек-младший (англ. Frank B. Zvonek, Jr.). Очень опытный пилот, проработал в авиакомпании Continental Airlines 18 лет и 11 месяцев (с 6 января 1969 года). Управлял самолётами Cessna 500 и Boeing 727. В должности командира McDonnell Douglas DC-9 — с 13 марта 1987 года (до этого управлял им в качестве второго пилота), также имел опыт управления McDonnell Douglas DC-10. Налетал 12 125 часов, 166 из них на DC-9 (33 из них в качестве КВС).
- Второй пилот — 26-летний Ли Э. Бручер (англ. Lee E. Bruecher). Опытный пилот, проработал в авиакомпании Continental Airlines 3 месяца и 25 дней (с 20 июля 1987 года). Управлял самолётами Beechcraft King Air и Beechcraft 1900. В должности второго пилота McDonnell Douglas DC-9 — с 14 сентября 1987 года. Налетал 3186 часов, 36 из них на DC-9.

В салоне самолёта работали трое бортпроводников:
- Диана Мехлинг (англ. Diana Mechling), 33 года — старший бортпроводник.
- Келли Энгельхарт (англ. Kelly Engelhardt), 35 лет.
- Крис Мец (англ. Chris Metz), 27 лет.

## Хронология событий

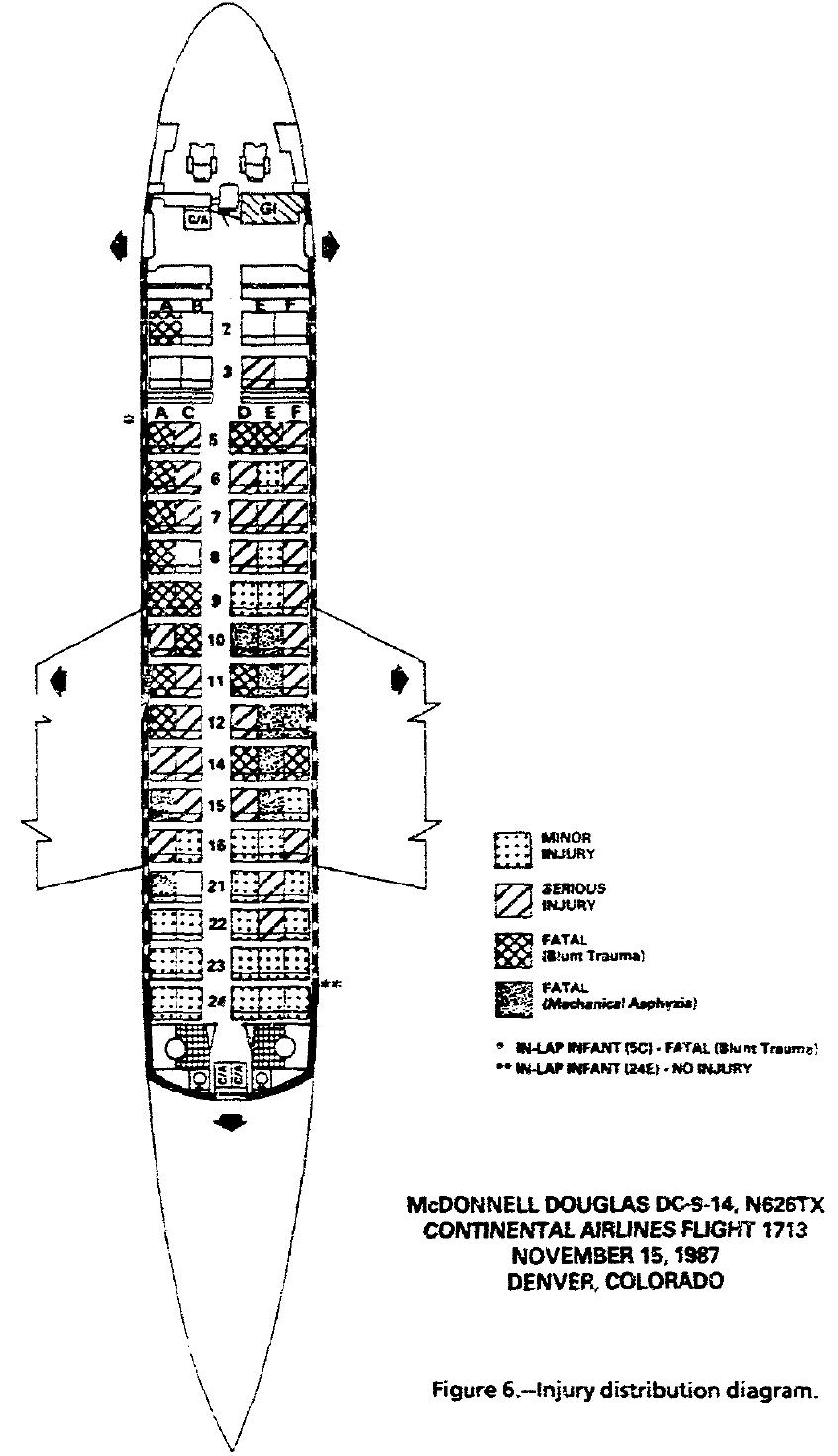
Диаграмма травм пассажиров рейса 1713 (NTSB) в зависимости от их местонахождения

В 13:46 экипаж проходит противообледенительную обработку, но не сообщает об этом диспетчеру. В тот момент, когда диспетчер попросил приступить к обработке, экипаж уже её выполнил, и просто ждал разрешения на взлёт. В 14:14 экипаж приступает к взлёту, но лайнер сваливается сразу после отрыва от полосы. Затем левое крыло ударилось о землю и отделилось, вспыхнул пожар. Самолёт съехал с полосы вправо, развалился на несколько частей, перевернулся и остановился.

## Расследование
Расследование причин катастрофы рейса CO-1713 проводил Национальный совет по безопасности на транспорте (NTSB).
Окончательный отчёт расследования был опубликован 27 сентября 1988 года.
Согласно отчёту, причиной катастрофы стала совокупность нескольких факторов. В частности, пилоты рейса 1713 не сообщили авиадиспетчеру о местоположении их самолёта, поэтому тот буквально «потерял» его и по ошибке вёл переговоры с пилотами другого самолёта Continental Airlines (MD-80) рейс COA594, который проходил противообледенительную обработку. Когда пилоты рейса 1713 всё-таки объяснили диспетчеру своё местоположение у начала ВПП, тот отправил лайнер на взлёт с задержкой более чем на 30 минут. С учётом того, что действие противообледенительной жидкости сохраняется всего 20 минут, на обоих крыльях самолёта накопился снег, постепенно превратившийся в лёд, что было подтверждено выжившими пассажирами рейса 1713. По мнению следователей NTSB, на крыльях борта N626TX образовалась наледь толщиной около 1 миллиметра, что ухудшило взлётные параметры самолёта и могло привести к сваливанию; но в ходе расследования критической потери тяги при взлёте обнаружено не было.
Ещё один сопутствующим фактором стала ошибка второго пилота, который задрал нос самолёта вверх более чем на 10° при положенных 5°, что в совокупности с наледью на крыльях привело к падению лайнера сразу после взлёта. Также во время расследования выяснилось, что второй пилот рейса 1713 не имел достаточного опыта в управлении McDonnell Douglas DC-9 — он несколько раз проваливал экзамены и был уволен из предыдущей авиакомпании из-за недостатка квалификации, но такой послужной список не помешал авиакомпании Continental Airlines нанять его на работу.

## Культурные аспекты
Катастрофа рейса 1713 показана в 18 сезоне канадского документального телесериала Расследования авиакатастроф в серии Смертоносная зима.